# Гестапо
Геста́по або ґестапо (нім. Geheime Staatspolizei) — таємна державна політична поліція Третього Райху в 1933−1945 роках, призначена для боротьби з супротивниками націонал-соціалістичого режиму. З моменту свого створення у 1933 році спочатку входила до складу Міністерства внутрішніх справ Німеччини, а від 1939 — до Головного управління державної безпеки (RSHA).
Маючи значні повноваження, ґестапо було найважливішим інструментом здійснення каральної політики як у Німеччині, так і на окупованих нею територіях. Займалося розслідуванням діяльності всіх ворожих щодо націонал-соціалістичного режиму сил, при цьому роботу ґестапо було виведено з-під нагляду адміністративних судів, в яких зазвичай оскаржувалися дії державних органів. Ґестапо мало право превентивного арешту (нім. Schutzhaft) — ув'язнення або заслання до концентраційного табору без судового рішення.
За часів альянсу між націонал-соціалістичною Німеччиною та Радянським Союзом (до 1941 року) гестапо активно переймало досвід роботи НКВС, у тому числі під час серії спільних конференцій у 1939—1940 роках.
Міжнародним військовим трибуналом у Нюрнберґу ґестапо визнане злочинною організацією.

## Історія
Початково гестапо заснував Ґерінґ у Прусії 26 квітня 1933 року замість відділу ІА старої прусської політичної поліції. Спершу відділ мав називатися Управління таємної поліції (Geheimes Polizei Amt), але абревіатура GPA надто нагадувала радянське ГПУ. Звичайний працівник пошти, якому довірили розробити печатку для франкування нового відділу, запропонував назвати його «Geheime Staatspolizei» — Таємна державна поліція — скорочено GESTAPO.
Спочатку гестапо було лише особистим інструментом Ґерінґа для арешту і вбивств ворогів режиму. Лише у квітні 1933 року, коли Ґерінґ призначив Гіммлера заступником голови Пруської таємної поліції, гестапо стало підрозділом СС і розвивалося під пильним наглядом свого керівника, а також Рейнгарда Гейдріха.
Вже у 1935 році Прусський вищий адміністративний суд виніс постанову про те, що накази і дії гестапо не підлягали судовому перегляду. Основний закон про гестапо, прийнятий урядом від 10 лютого 1936 року, оголошував таємну поліцію понад законом. Як пояснював доктор Вернер Бест: «Оскільки поліція виконує волю вождя, вона діє законно».
Перші концентраційні табори з'явилися протягом першого року правління Гітлера. На кінець 1933 року їх налічувалося близько 50 і здебільшого були засновані СА. Після року ув'язнень гестапо Гітлер на Святвечір 1933 року оголосив амністію 27 тисячам ув'язнених.
Райхсміністр внутрішніх справ Вільгельм Фрік у квітні 1934 року видав таємні декрети, які накладали широке обмеження на використання «арештів для захисту» і були покликані зменшити кількість ув'язнених у таборах.

Влітку 1934 року Гітлер передав концтабори під контроль СС. Охоронні функції були покладені виключно на загін Totenkopfverbaende («Мертва голова») і перший командир табору Дахау, Теодор Айке, був призначений відповідальним за всі табори. В правилах, що написав Теодор Айке для Дахау від 1 листопада 1933 року зазначалося:
Стаття 11. Такі правопорушники, що вважаються агітаторами, будуть повішені: Усякий, хто… займається політикою, веде підбурливі розмови і проводить мітинги, збирає змовників, тиняється без діла разом з іншими; також ті, хто заради поширення серед опозиції пропаганди у вигляді оповідей про звірства, збирає правдиву чи неправдиву інформацію про концтабори, приховує її, розмовляє про неї з іншими, таємно виносить її з табору, щоб передати до рук іноземних відвідувачів тощо.
Стаття 12. Правопорушники, які вважаються бунтівниками, будуть розстріляні на місці чи пізніше повішані: усякий, хто фізично нападає на охоронця чи представника СС, відмовляється підкорюватися чи працювати, перебуваючи у наряді… чи репетує, кричить, підбурює чи виголошує промови під час марширування чи за роботою.
На Нюрнберзькому суді було оприлюднено чотири випадки вбивства у концтаборі СС у Дахау, поблизу Мюнхена, які відбулися навесні 1933 року.

## Після війни
Голова гестапо Генріх Мюллер, ймовірно, загинув 1 травня 1945 року під час боїв за Берлін, але його заступник, Вільгельм Кріхбаум, який також очолював таємну польову поліцію, уникнув переслідувань і після війни займав керівні посади в організації Гелена (згодом БНД). Так само уникнув переслідувань голова гестапо в окупованій Австрії, Франц Йозеф Губер, який теж працював у БНД і згодом отримував пенсію, причому уряд Німеччини відмовився видати його Австрії для судового переслідування.
Працівником гестапо був Гайнц Гюнтер Конзалік, який згодом став відомим німецьким письменником та автором бестселерів.